# 奈良市立富雄北小学校
奈良市立富雄北小学校（ならしりつとみおきたしょうがっこう）は、奈良県奈良市にある公立小学校。

## 沿革
- 1879年2月19日 - 二名尋常小学校として開校。
- 1933年12月15日 - 富雄村立富雄北高等尋常小学校と改称。
- 1941年4月1日 - 富雄北国民学校と改称。
- 1947年4月1日 - 富雄村立富雄北小学校と改称。
- 1955年3月15日 - 奈良市立富雄北小学校と改称。
- 1965年4月1日 - 奈良市立あやめ池小学校、奈良市立鶴舞小学校を分離し、校区変更。
- 1966年4月1日 - 奈良市立鳥見小学校を分離し、校区変更。ただし校舎は未完成につき、同校職員および児童全員は本校に間借りした。[1]
- 1973年4月1日 - 奈良市立鶴舞西小学校を分離し、校区変更。
- 1973年4月1日 - 奈良市立二名小学校を分離し、校区変更。
- 1976年4月1日 - 奈良市立富雄第三小学校を分離し、校区変更。
- 1980年4月1日 - 奈良市立三碓小学校を分離し、校区変更。

## 校区
学園大和町六丁目（一部）、学園中一丁目・四丁目・五丁目、富雄川西一丁目（一部）、富雄北一丁目～三丁目（14-1を除く）、富雄元町一丁目～四丁目、三碓一丁目（一部）、三松一丁目～四丁目（一部）

## 卒業後の進路
- 奈良市立富雄中学校

## 校区が隣接している学校
- 奈良市立鳥見小学校
- 奈良市立三碓小学校
- 奈良市立青和小学校
- 奈良市立二名小学校